# Ромфант
Ромфант (иногда ромфан, от «романтическое фэнтези») — образовавшийся в начале XXI века литературный жанр для женской аудитории.
Истоки ромфанта спорны, так как любовный роман возник одновременно с литературой. Кургузова и Федорчук прослеживают зарождение жанра в России к переводным «розовым романам», которые отличались использованием стандартных формул и аллюзий к фольклору и мифологии. Попытки прямой пересадки идей розовых романов на российскую почву оказались невостребованными, хотя в 1990-х и было написано некоторое количество книг, обыгрывающих вариации сюжета о Золушке с превращением героини из несчастной и бедной в любимую и успешную. Однако блёклые реалии постперестроечной жизни просочились в эту литературу, которая в русском варианте оказалась «розово-чёрной» — с убийствами, шантажом и проституцией. Читательницы в итоге предпочитали западные произведения, где доверие к идиллическому фону обеспечивалось физическим расстоянием от описываемой реальности. К концу 1990-х популярность приобрели «женские детективы» Александры Марининой, Дарьи Донцовой, Юлии Шиловой, Татьяны Поляковой, Полины Дашковой и Татьяны Устиновой. Ромфант возник на стыке двух возможных направлений развития таких детективов — «боевика», где суперженщины умело бьют своих оппонентов и «романа воспитания», в которых трудности являются лишь поводом для обретения героиней истинной любви.
Сюжет ромфанта сочетает сказочную атмосферу и чудо зарождения любви. Этот новый вариант «розового романа» перестал быть метафорической имитацией волшебной сказки: в нём красавицу преследует настоящее чудовище, а спасающий её принц появляется буквально на белом коне. Аудиторией стали читательницы, выросшие на классике фэнтези, но по мере взросления не нашедшие у Толкина, Льюиса, Ле Гуин любовной темы, нужной им для ухода от повседневности.
Оценка жанра, как и всей «дамской» литературы, литературными критиками весьма отрицательна. Книги считаются
«низкопробными» из-за неизбежной для жанра вторичности, примитивности сюжетов и чёрно-белых персонажей, упрощённого «среднедоступного» языка. Для ромфантов характерен сентиментальный настрой, обилие псевдомелодраматических коллизий. стилистическая неопределённость, «девальвация слов».